# Norwich, Kansas
Norwich är en ort i Kingman County i Kansas. Vid 2010 års folkräkning hade Norwich 491 invånare.